# Jelovarnik
Jelovarnik (serb. Јеловарник) – wodospad na Zaplanińskiej Rece, w masywie Kopaonik i Parku Narodowym Kopaonik w Serbii (okręg raski), w rezerwacie przyrody Jelovarnik (57,14 hektara), we wschodnich stokach Pančićev vrhu.

## Charakterystyka
Wokół wodospadu, który ma wysokość 70 metrów, występują naturalne lasy bukowe, bukowo-świerkowe, świerkowe i klonowe. Awifaunę reprezentują m.in.: pliszka górska, pluszcz zwyczajny, sikora uboga, gąsiorek, strzyżyk zwyczajny i gil zwyczajny. Przepływ wody przez wodospad wynosi około 25 litrów na sekundę, a wiosną, gdy śnieg topnieje, jak również w trakcie ulewnych deszczów, wzrasta do 450 litrów na sekundę. 

## Turystyka i badania naukowe
Przed powstaniem na terenie Kopaoniku parku narodowego (1981) wodospad nie był szerzej znany, ani opisywany w przewodnikach, czy broszurach dotyczących masywu. Pomijali go nawet znawcy tych terenów. Obiekt był znany przede wszystkim miejscowym pasterzom. Również obecnie nie prowadzą do niego znakowane szlaki turystyczne. Pierwsze naukowe badania obiektu przeprowadzili geolodzy, Ivan Đokić i Nataša Vučetić po 8 sierpnia 1998. Oni też opublikowali na jego temat pierwszą pracę naukową.